# Granopothyne granifrons
Granopothyne granifrons es una especie de escarabajo de la familia Cerambycidae. Fue descrita científicamente por primera vez por Breuning en 1959.